# Paul Rittsteuer
Paul Rittsteuer (* 30. November 1947 in Neusiedl am See) ist ein ehemaliger österreichischer Politiker (ÖVP). Rittsteuer war Abgeordneter zum Burgenländischen Landtag und von 1987 bis 2005 Landesrat in der Burgenländischen Landesregierung.

## Ausbildung und Beruf
Rittsteuer besuchte die Volks- und Hauptschule in Neusiedl am See und im Anschluss zwischen 1963 und 1965 die landwirtschaftliche Fachschule in Eisenstadt. Er war in der Folge ab 1965 Facharbeiter und ab 1972 Landwirtschaftsmeister und war beruflich als Landwirt tätig. Seit dem Ende seiner Karriere in der Politik ist Rittsteuer erfolgreich im Weinbau tätig.

## Politik
Rittsteuer war zwischen 1973 und 1993 Kammerrat der Burgenländischen Landwirtschaftskammer und ab 1976 Vorsitzender des Aufsichtsrates der Obst- und Gemüse-Genossenschaft. Zudem hatte er von 1984 bis 1990 die Funktion des Landesobmanns-Stellvertreters im Burgenländischen Bauernbund inne und übernahm 1990 das Amt des Landesobmanns. Ab 1993 gehörte er als Bundesschriftführer auch dem Präsidium des Österreichischen Bauernbundes an. 
Lokalpolitisch war Rittsteuer zwischen 1977 und 1991 als Gemeinderat in der Stadtgemeinde Neusiedl am See aktiv und hatte von 1970 bis 1983 die Funktion des Bezirksparteisekretärs der ÖVP-Neusiedl am See inne. Zwischen 1985 und 1988 wirkte Rittsteuer als stellvertretender Bezirksparteiobmann, 1988 übernahm er das Amt des Obmanns. 
Rittsteuer war in der XIV. Gesetzgebungsperiode ab dem 29. Oktober 1982 Abgeordneter zum Burgenländischen Landtag, wechselte jedoch vor Ende der Periode am 19. März 1987 in die Landesregierung. Rittsteurer gehörte den Landesregierungen Kery V, Sipötz,  Stix I, II sowie Niessl I an. Er schied am 19. Mai 2005 aus der Landesregierung aus. 

## Privates
Rittsteuer wurde als Sohn des Landwirts Johann Rittsteuer aus Neusiedl am See geboren. Er ist verheiratet.

## Auszeichnungen
2005 erhielt er den Ehrenring der Stadt Neusiedl am See.